# Sandesneben
Sandesneben là một đô thị thuộc huyện Lauenburg, trong bang Schleswig-Holstein, nước Đức. Đô thị Sandesneben có diện tích 6,13 km², dân số thời điểm 31 tháng 12 năm 2006 là 1623 người. Đô thị này có cự ly khoảng 18 km về phía tây của Ratzeburg, và 25 km về phía tây nam của Lübeck.
Sandesneben là thủ phủ của Amt ("đô thị chung") Sandesneben-Nusse.